# Embarcadère de la Star Ferry (Central)

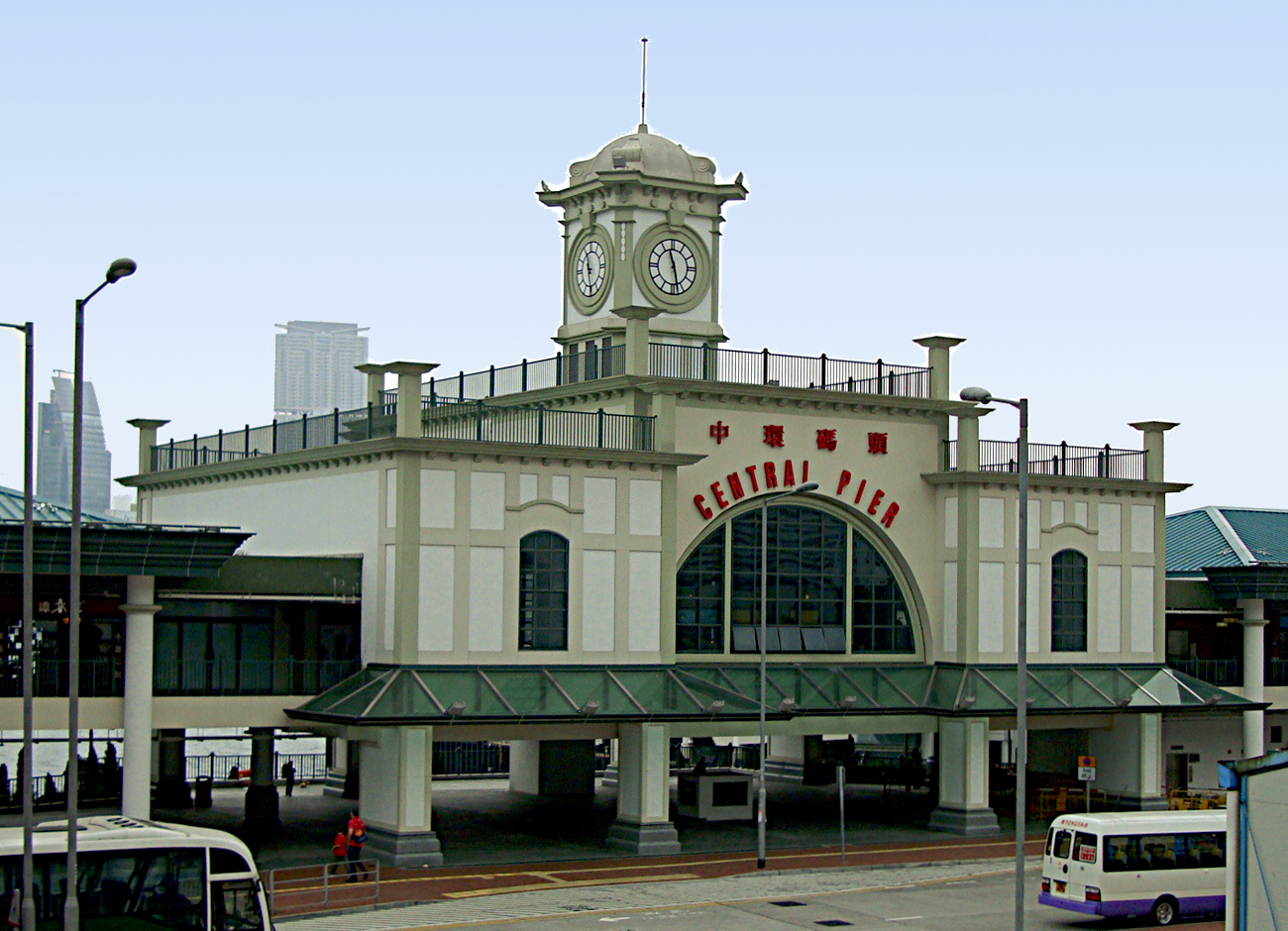
Façade sud de l'embarcadère de la Star Ferry de Central en 2012.

L'embarcadère de la Star Ferry de Central (中環天星碼頭, Star Ferry Pier, Central ou Central Ferry Pier) peut faire référence à l'une des générations successives des embarcadères de Central à Hong Kong utilisés par la Star Ferry pour ses services de traversée de Victoria Harbour vers l'embarcadère de la Star Ferry de Tsim Sha Tsui et, jusqu'en 2011, l'embarcadère de Hung Hom. L'embarcadère actuel de Star Ferry est le quatrième à porter ce nom à Central. Il a ouvert ses portes au service public le 12 novembre 2006.

## Histoire

### Première génération

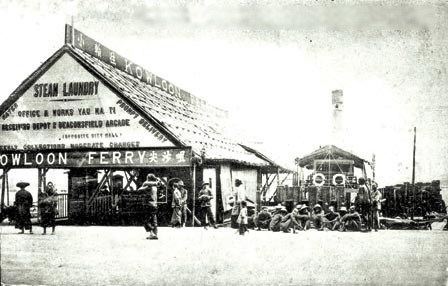
Première génération.

La première génération (1890), un simple abri en bois avec un toit, était située à la jonction de Pedder Street (en) et Chater Road (en).
Un embarcadère temporaire le long de Ice House Street (en), situé en face du Queen's Building, est ensuite loué à la Star Ferry à partir de 1900. Il est remplacé en 1912 par l'embarcadère de deuxième génération, au même endroit.

### Deuxième génération

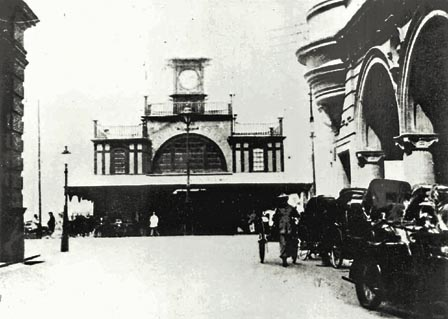
L'embarcadère de deuxième génération au bout de en 1912. Le Queen's Building est sur la droite.

La deuxième génération (1910) était située en face de l'extrémité de Ice House Street, sur le site actuel de Jardine House.

### Troisième génération

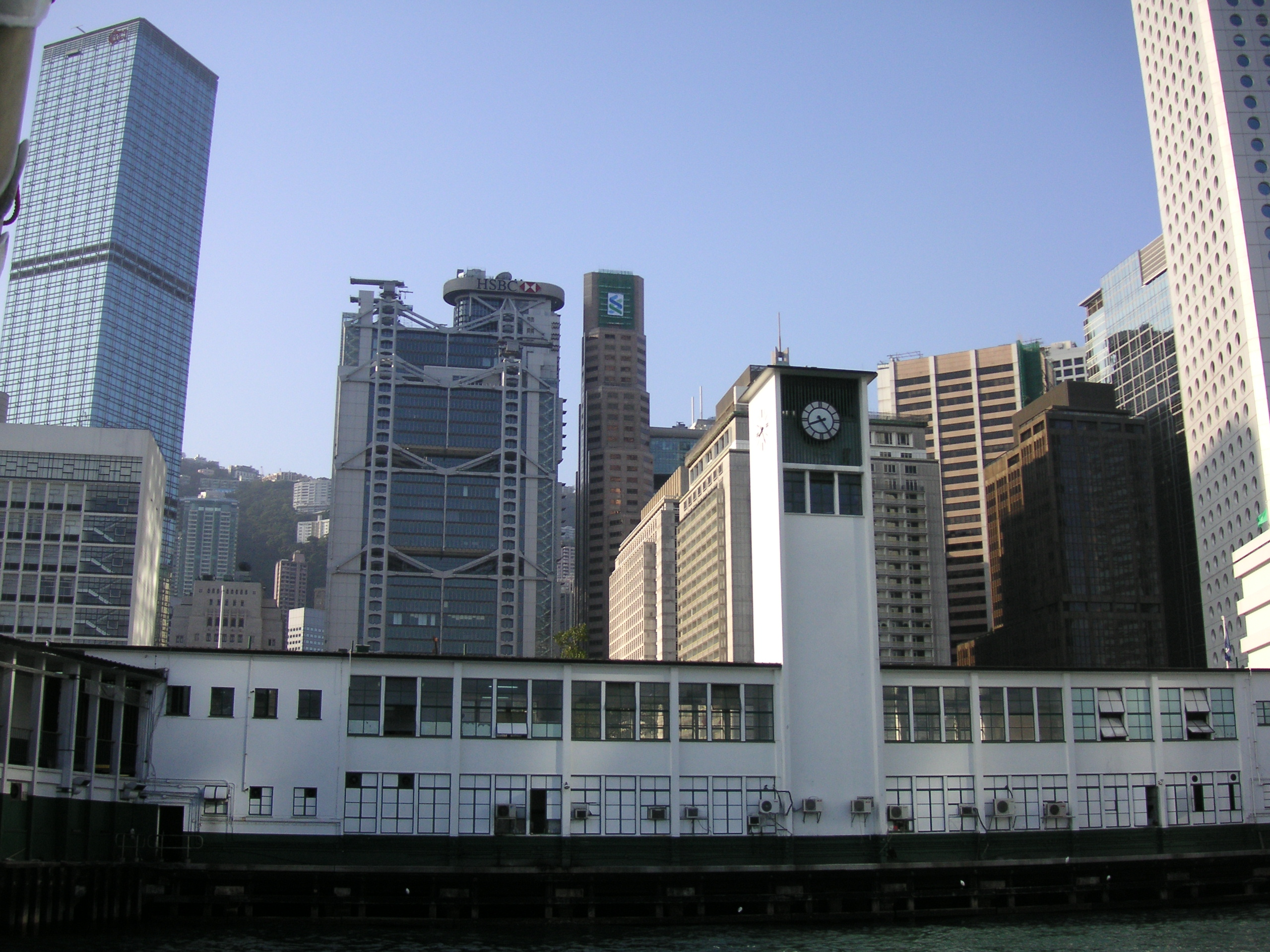
L'embarcadère de 3e génération à Edinburgh Place en 2005.

La troisième génération (1957) près d'Edinburgh Place, est mise hors service le 11 novembre 2006.
L'embarcadère est créé en 1957 à la suite d'une importante création de terre-pleins à Central. Il est construit dans le style « paquebot » près de l'hôtel de ville de Hong Kong, qui était en cours de planification à l'époque. Son achèvement est concomitant avec celui de l'embarcadère de Tsim Sha Tsui, du côté de Kowloon.
L'embarcadère de la Star Ferry est conçu par un architecte chinois local, Hung Yip-chan (né en 1921), ayant travaillé au bureau d'architecture du gouvernement de Hong Kong de 1952 à 1957 en tant qu'architecte assistant. Il a conçu la façade de l'embarcadère et l'architecte en chef  Michael Wright (en) a ajouté une tour de l'horloge pour rendre l'embarcadère plus équilibré et plus pratique.

### Quatrième génération

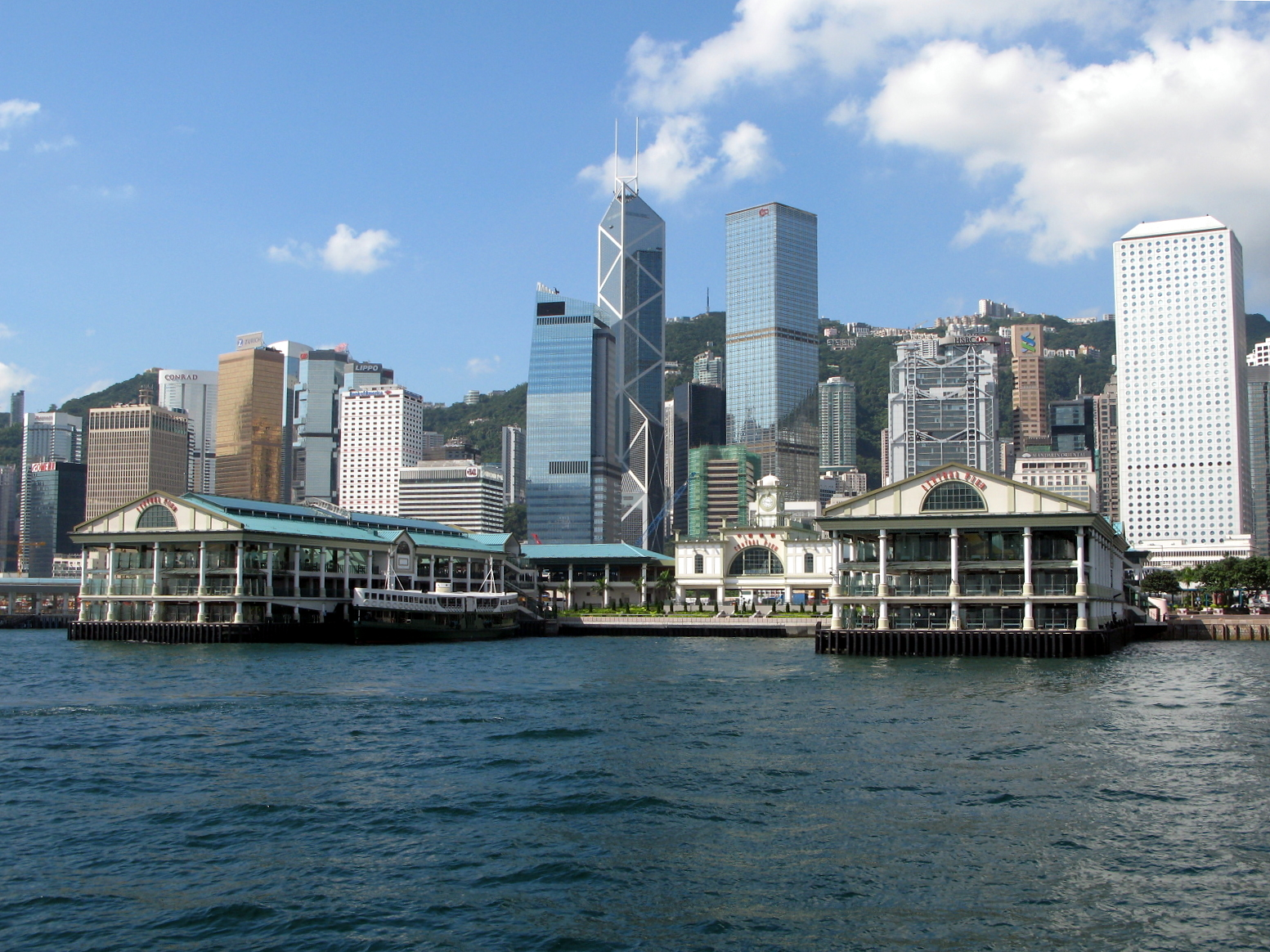
L'embarcadère de la Star ferry de 4e génération en 2009, avec le quai 8 à gauche et le quai 7 à droite. Le quai 8 est transformé en musée en 2013.

La quatrième génération (2006) est également connue sous le nom d' « embarcadères de Central 7 et 8 » à Man Kwong Street.
Les embarcadères de Central  7 et 8 sont construits pour remplacer l'embarcadère de ferries d'Edinburgh Place à Central, sur l'île de Hong Kong, conformément aux projets de création de terre-pleins à Central et Wan Chai. La conception du bâtiment ressemble à l'embarcadère de deuxième génération.
L'embarcadère est déplacé plus loin dans Victoria Harbour et rebâti sur un terrain gagné sur la mer à environ 300 mètres de l'ancien site.  Le nouvel embarcadère est situé directement au nord, en face de l'ancien.
Une partie du nouvel embarcadère est construite au moment de la remise en état de la station de métro de Hong Kong  de la ligne Airport Express et de l'International Finance Centre. Il tire ainsi son nom du fait qu'il était le quai n°7 des embarcadères de ferry des îles lointaines.
Le quai 8 est ensuite converti et abrite le musée maritime de Hong Kong depuis février 2013. En conséquence, le quai 7 reste le seul à desservir le Star Ferry à Central.

## Nouvelle conception

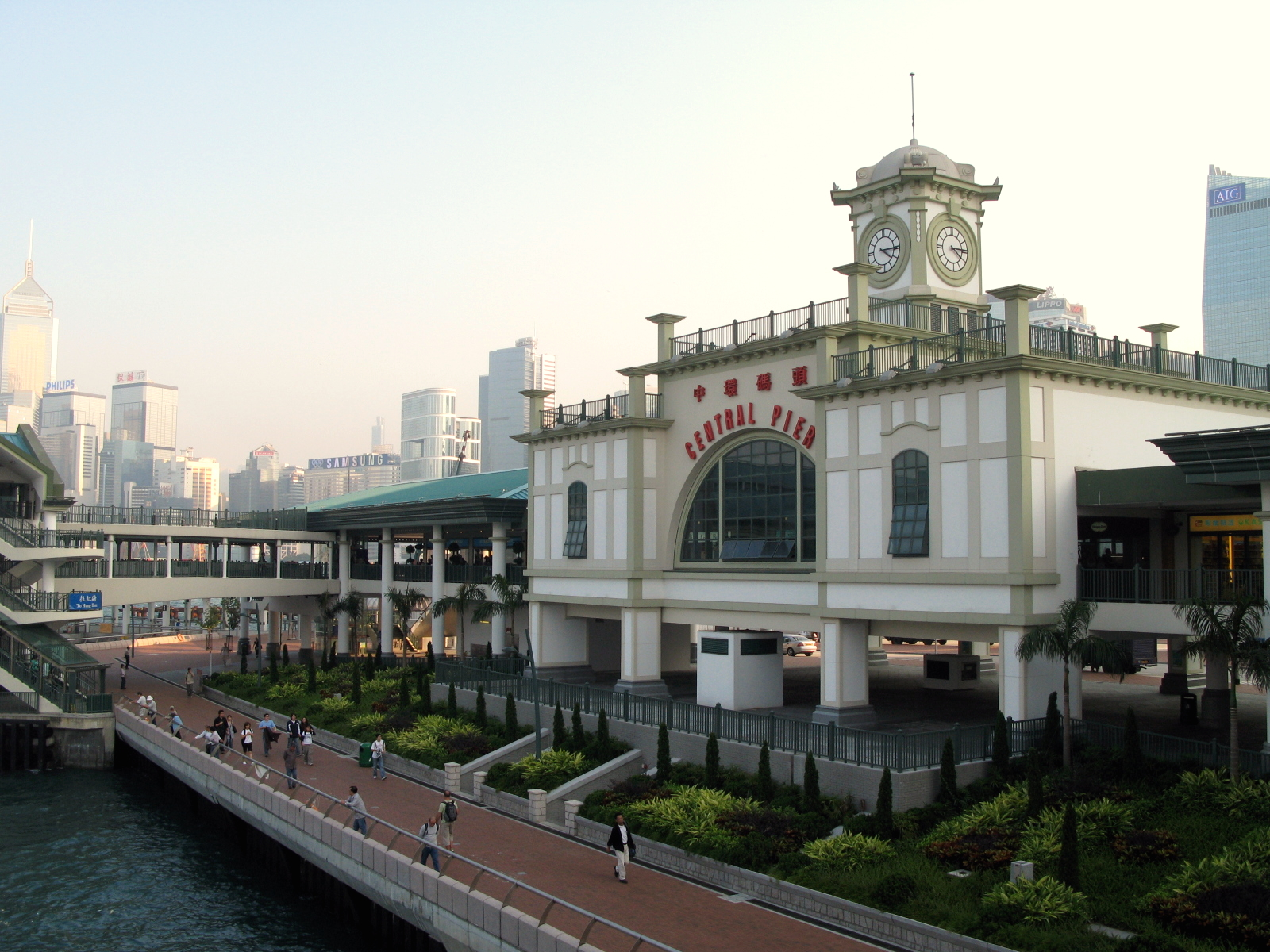
Façade nord de l'embarcadère de quatrième génération (côté port).

Comme ces structures occupent un site privilégié au bord de l'eau, le gouvernement tente de transformer les jetées en un nouveau point de repère pour la satisfaction du public. La Star Ferry propose une approche de conception du patrimoine historique et cet embarcadère est agrandi vers l'est pour ressembler à une réplique de l'embarcadère édouardien de deuxième génération .
L'embarcadère actuel semi-édouardien, étant un terminal de 600 m², comprend une tour de l'horloge avec un nouvel ensemble de cinq cloches à commande électronique qui sonnent comme celles de l'ancien embarcadère de ferries d'Edinburgh Place . Les autres caractéristiques de conception du bâtiment comprennent l'ambarcadère en plein air, l'éclairage naturel, dont les puits de lumière.
Les deux étages inférieurs de chacun des deux « quais en forme de doigts » serviront de salles d'embarquement et d'attente, tandis que les étages supérieurs comporteront une plate-forme d'observation publique, un restaurant-cantine et un café. La Star Ferry a également demandé la création d'un bar dans une zone du dernier étage.
Pour accéder au couloir d'observation public, les visiteurs doivent passer par le passage menant au restaurant de front de mer et tourner à droite.

### Controverse sur la conception
La tentative du gouvernement en matière d'architecture édouardienne suscite des critiques de la part du public tant au niveau de la conception que des matériaux utilisés, et la structure est critiquée comme  étant « une imitation du passé sans capturer l'esprit du passé ou du présent ». Elle est ridiculisée entre autres comme étant en apparence un « parc à thème ».